# Stephen W. Brennan
Stephen W. Brennan (* 20. März 1893 in Clinton, New York; † 9. April 1968 in Utica, New York) war ein US-amerikanischer Jurist. Nach seiner Berufung durch Präsident Franklin D. Roosevelt fungierte er ab 1942 als Bundesrichter am Bundesbezirksgericht für den nördlichen Distrikt von New York.

## Werdegang
Nach seinem Schulabschluss absolvierte Stephen Brennan die Albany Law School, an der 1915 den Bachelor of Laws erwarb. Anschließend war er bis 1916 als juristischer Mitarbeiter in einer New Yorker Anwaltskanzlei tätig. Im Jahr 1916 diente er in der US Army und stieg bis zum Rang eines Captain auf. Danach betrieb er in New York selbst eine Praxis und arbeitete als Anwalt für die Steuerbehörde des Staates New York. Als Mitglied der Demokratischen Partei kandidierte Brennan 1919 für einen Sitz in der New York State Assembly, unterlag aber dem Republikaner Hartwell W. Booth mit 41:54 Prozent der Stimmen. 1936 übernahm er den Parteivorsitz im Oneida County.
Am 31. März 1942 wurde Brennan durch Präsident Roosevelt als Nachfolger von Frank Cooper zum Richter am United States District Court for the Northern District of New York ernannt. Nach der Bestätigung durch den US-Senat, die am 28. April desselben Jahres erfolgte, konnte er am 6. Mai sein Amt antreten. Von 1948 bis 1963 war er als Chief Judge Vorsitzender dieses Bundesgerichts. Am 1. Mai 1963 wechselte er in den Senior Status und ging damit faktisch in den Ruhestand. Sein Sitz fiel an Edmund Port; den Vorsitz des Gerichts übernahm James Thomas Foley. Stephen Brennan verstarb am 9. April 1968 in Utica und wurde auf dem Saint Marys Cemetery in seiner Heimatstadt Clinton beigesetzt.